# Parafia Świętego Wawrzyńca w Tajkurach
Parafia Świętego Wawrzyńca w Tajkurach – historyczna rzymskokatolicka parafia znajdująca się w diecezji łuckiej w dekanacie ostrogskim. Kościół parafialny znajdował się w Tajkurach w gminie Zdołbica, pow. zdołbunowski, woj. wołyńskie. W 1938 parafia liczyła 1160 wiernych.
Poza Tajkurami do parafii należały:
- w powiecie zdołbunowskim
  - w gminie Zdołbica:
    - Butryn, Hłupanin, Iwaczków, Kopytków, Marianówka, Nowosiółki, Porozów, Pruski i Zakrzewszczyzna

  - w gminie Sijańce:
    - Milatyn i Michałówka
- w powiecie rówieńskim
  - w gminie Buhryń:
    - Nowostawce, Podliski, Posiahwa i Uholce

  - w gminie Równe:
    - Glinki i Kałodenka.

## Historia
Parafię erygowano w 1710. W tym też roku powstał barokowy kościół fundacji wojewody podolskiego Wawrzyńca Pepłowskiego. Była to świątynia jednonawowa, z absydą i dwiema bocznymi kaplicami. Zabytkowy był również budynek plebanii (XVI - XVII w.).
Podczas rzezi wołyńskiej w 1943 Ukraińcy wymordowali tutejszych Polaków, którzy stanowili większość ludności rzymskokatolickiej. Ostatnim proboszczem był ks. Walerian Głowacz.
Po zakończeniu II wojny światowej i wcieleniu województwa wołyńskiego do ZSRR parafia przestała istnieć. Zabytkowy kościół w Tajkurach wykorzystywany był kolejno jako skład zboża, muzeum ateizmu i magazyn gospodarczy miejscowego kołchozu. Obecnie tajkurski kościół znajduje się w ruinie.
Zdewastowany jest również cmentarz parafialny. Zachowało się jednak na nim dużo kamiennych nagrobków z inskrypcjami w języku polskim. Kaplica cmentarna w ruinie. Cmentarz służy Ukraińcom za pastwisko.